# Aeroportul Hannover
Aeroportul Hannover (IATA: HAJ, ICAO: EDDV) este un aeroport din Langenhagen, Regiunea Hanovra, Saxonia Inferioară, Germania ce deservește zona Hanovra. Aeroportul a fost tranzitat în 2024 de 5.223.745 de pasageri. A fost deschis în 1952 și numit după zona deservită.
Situat la o altitudine de 56 m, aeroportul dispune de 3 piste.

## Infrastructură

### Piste
Aeroportul dispune de 3 piste: 
- pista 09L/27R din beton, cu dimensiunile 3.200 m × 45 m
- pista 09R/27L din beton, cu dimensiunile 2.340 m × 45 m
- pista 09C/27C din asfalt, cu dimensiunile 550 m × 23 m